# ペルソナ (人文学)
ペルソナ（英:persona,複数形はpersonaeまたはpersonas）とは、公的な場における戦略的なアイデンティティの仮面、つまり個人の性格の公的なイメージ、採用する社会的役割、あるいは単に架空のキャラクターのこと。「個人と制度の間を取り持つもの」とも考えられている。
ペルソナ学は、コミュニケーション学やメディア学の研究者たちによって発展した学術分野である。1950年代には、社会学者のロバート・パークやアーヴィング・ゴッフマンが「ペルソナ」という用語について論じている。ペルソナは、自分の役割の概念を構築し、内的な概念を個人として外の世界とつなぐことで「人」になるためのツールである。。ただし、彼らの著作では、アイデンティティとペルソナという用語は緩やかに適用されており、どちらも自己の印象と社会的パフォーマンスを意味している。
この言葉はラテン語に由来し、元々は演劇用の仮面を指していた。この言葉の用法は、ラテン文明の始まりにまで遡る。そのラテン語は、同じ意味を持つエトルリア語の「phersu」に由来し、それはギリシャ語のπρόσωπον（prosōpon）から来ている。これは、英語の「person」やフランス語の「parson」の語源でもある。ラテン語の語源学者たちは、ペルソナは「per/sonare」から来ており、「（アクターの）声が（per）響き渡る（sonare）仮面」という意味だと説明している。
ローマ時代後期には、その意味は演劇や法廷における「登場人物」を指すように変化した。これは、異なる個人が同じ役割を演じることができ、権利、権力、義務などの法的属性がその役割に従うことが明らかになったためである。俳優と同じ個人が、それぞれ独自の法的属性を持つさまざまな役割を演じることができ、時には同じ法廷での出廷でもそうだった。

## 心理学
カール・ユングとユング心理学によれば、ペルソナとは、人が世界に示す仮面や外見のことでもある。ペルソナは夢の中では、さまざまな姿で現れることがある。人々は、社会的に望ましい存在に見せるために、社会的な仮面をかぶったり、ペルソナを使ったりすることがある。これは、将来のパートナーに好印象を与えたり、新しい友人を作ったりするために使われる。人は、仕事、友人との付き合い、家庭など、さまざまな状況で使い分ける複数のペルソナを持つことができる。個人の状況によっては、社会的相互作用を重視するために、特定の社会状況においてより強力であると考えるペルソナが作成されることがある。ユングは、ペルソナを使いすぎると、自分の個性をペルソナに奪われてしまう可能性があると警告した。ある研究では、これはある程度事実であることが示されている。自己評価テストを受ける際、個人の自己評価と公的な場での自己表現には高い相関関係がある。人々が正確にテストに記入しているのか、それとも望ましいと思われる回答をしているのかを判断するのは難しい。
ダニエル・ジャクソンは、ある研究において、ペルソナの健全性には幅があることを論じている。ペルソナが健全であればあるほど、その人は社会的に受け入れられ、一貫性を保つことができる。しかし、ひとたび人が自分自身をペルソナだと信じ始めると、それはその人の人格に悪影響を及ぼす可能性がある。ジェームズ・ヒルマンは、人がペルソナにアイデンティティを失うと、その人はアーキタイプ的な人物になると考えた。「自我」を失うことで、ペルソナがアーキタイプ的な形の人格となるのである。しかし、このような状態になると、その人は不安定になり、形成されたペルソナの枠を超えて行動することができなくなる。

## 文学
文学において、この用語は一般的に、作者によって確立された登場人物、つまりその声を通して物語の全部または一部が語られる人物を指す。ロバート・ブラウニング、エズラ・パウンド、T・S・エリオットなどの詩人、そして作家のルイージ・ピランデッロは、このような語り手の声と強く結びついている。これらの作家は、この用語をわずかに異なる意味で理解し、異なる伝統からその使用法と意味を引き出した。エリオットのペルソナの例としては、「プルーフロック」やスウィーニーが挙げられる。パウンドは、ブラウニングの劇的独白に登場する人物に対応して、チーノ、ベルトラン・デ・ボルン、プロペルティウス、モーバーリーといったキャラクターを作り出した。エリオットが、堕落的で不快だと感じた現代生活の側面から距離を置くために「仮面」を用いたのに対し、パウンドのペルソナはしばしば詩人であり、その多くはオルター・エゴとみなすことができる。パウンドにとって、ペルソナは特定の詩的問題を解決するための方法であった。この意味で、ペルソナは透明な仮面であり、2人の詩人の特徴を帯び、類似し重複する新旧2つの状況に対応する。
文芸評論において、一人称で語り、特定の人物像を定義しているように見える語り手の声は、しばしばペルソナと呼ばれる。これは、より客観的で非個人的であると一般的に考えられている三人称の語り手の声とは対照的である。エドウィン・アーリントン・ロビンソンの詩の後半に登場し、ギリシャ悲劇のコロスのような役割を果たす「私たち」のような境界例もあるが、一般的には、その視点や話し方が作者と明確に区別できる、識別可能な語り手は文学的ペルソナとみなされる。
ファン・フィクションやオンラインストーリーでは、ペルソナは特に作者の自己挿入を反映している場合がある。

## 音楽

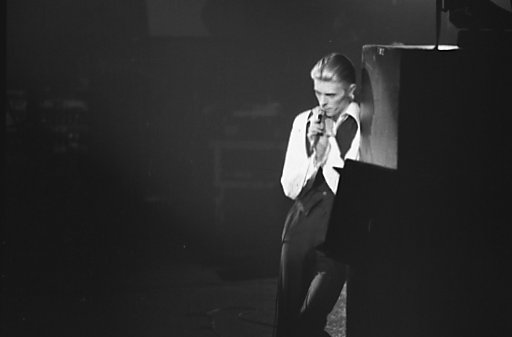
1976年、トロントのメープルリーフガーデンズでのシン・ホワイト・デュークとしてのデヴィッド・ボウイ

### 音楽におけるペルソナの概念
音楽におけるペルソナの概念は、エドワード・T・コーンの『The Composer's Voice』（1974年）で導入された。この本は、歌の歌詞における叙情的な自己と作曲家との関係を扱っている。パフォーマンス研究者のフィリップ・アウスランダーは、さらに文脈的な枠組みを含め、音楽的ペルソナがオリジナルのテキストとは別に、音楽パフォーマンスの主要な産物であるとしている。アウスランダーは、音楽は「出来事を支配する組織原理」として主要な社会的枠組みであると主張する。さらに、彼はペルソナの変容を3つのタイプに分類している。すなわち、ある瞬間における同一の枠組み内での横方向の動き、ある枠組みから別の枠組みへの動き、そして時間とともに変化する単一の枠組み内での動きであり、ペルソナの変容はジャンルの枠組みが変化したときにのみ起こり得ると仮定している。コミュニティにおける公的なアイデンティティの戦略的形成として、音楽的ペルソナは音楽が文化をどのように移動するかを説明する。ペルソナは、音楽的表現において聴衆の期待と一致するパフォーマンスの安定性を維持する。
ペルソナの概念は、ピアニストとその演奏スタイルのような楽器演奏者を指すためにも使用できるが、この用語は、スタジオアルバムやライブコンサートにおけるボーカリストの声やパフォーマンスのニュアンスを指すためにより一般的に使用される。ペルソナがより目に見えるオンライン空間では、音楽的ペルソナはアバターの柔軟で流動的な仮想ボディを通じて作成できる。
通常、演奏者はステージで歌う音楽に合った役割を演じるが、それは作曲家である場合もある。多くの演奏者はペルソナを利用する。一部のアーティストは、特にキャリアが長く、時間の経過とともに多くの変化を経験する場合、さまざまなキャラクターを作成する。たとえば、デヴィッド・ボウイは当初、異星人のメッセンジャーであるジギー・スターダストとしての役割を採用し、後にシン・ホワイト・デュークとしての役割を採用した。ペルソナは、単なる芸術的な偽名ではなく、アーティストのショーやアルバムで使用される独立したキャラクターである（この例では、『ジギー・スターダスト』と『ステイション・トゥ・ステイション』）。しかし、音楽において、ペルソナは必ずしも変化を意味するわけではない。一部の著者は、ボブ・ディランのカリスマ性は、常にハーモニカ、ギターを持ち、独特の髪型、鼻にかかった声、服装という、ほとんどステレオタイプ化されたイメージに大きく起因していると指摘している。ペルソナはまた、権利を主張したり、特定の主題に注意を向けたりするのにも役立つ。マリリン・マンソンの死と病的なものへの関心、マドンナのセクシュアリティへの関心がその例である。

### 例

#### アメリカのアーティスト
- ビヨンセ：ビヨンセのペルソナである「サーシャ・フィアス」は、アルバム『アイ・アム... サーシャ・フィアス』に登場する。ビヨンセによると、サーシャは彼女のよりワイルドな側面であり、エネルギッシュなステージパフォーマンス中に現れ、「女性らしくない」行動のスケープゴートのような役割を果たす[28][29]。
- レディー・ガガ：ガガのペルソナであるジョー・カルデローネは、2011年のMTVビデオミュージックアワードでパフォーマンスを行った。ジョーはドラァグの男性ペルソナを表しており、彼女の曲「You and I」のパフォーマンスでよく使用される[30]。
- ニッキー・ミナージュ：彼女は、彼女が原宿バービーペルソナと呼ぶものから、ポーランドの同性愛者であるローマン・ゾランスキーまで、複数のペルソナを使用している。これらのペルソナは、彼女のセカンドアルバム『ピンク・フライデー：ローマン・リローデッド』で多用された[31][32]。

#### イギリスのアーティスト
- ローリング・ストーンズのミック・ジャガー：「悪魔を憐れむ歌」ではサタンの、「Slave」では主婦の姿を借りる。
- スパイス・ガールズ：ガールズグループの各メンバーは、イギリスのメディアから与えられたニックネームに基づいたペルソナを採用した。Music Week誌によると、これらのペルソナ（「ジンジャー」、「ポッシュ」、「ベイビー」、「スポーティ」、「スケアリー」）は、グループの国際的な市場性において重要な役割を果たした[33]。スパイス・ガールズのメラニー・Cは後に、ペルソナは「保護メカニズムのようなものだった。それは、実際には自分自身ではなく、このキャラクターであるという鎧を身につけるようなものだった」と語っている[34]。
- ザ・ビートルズ：彼らは、ドラマーのリンゴ・スターが「演じる」ビリー・シアーズというキャラクターを含む、サージェント・ペパーズ・ロンリー・ハーツ・クラブ・バンド[35]というグループのペルソナを提示している[36]。

## マーケティングとユーザーエクスペリエンスデザイン
ペルソナは、マーケティングと広告において、顧客のグループまたはセグメントを代表するマーケティングペルソナを作成することによって使用され、企業がその努力を集中できるようにする。たとえば、オンライン広告代理店は、写真、閲覧履歴、インターネットをサーフィンする人々が一般的に選択またはクリックする広告を監視し、そのデータに基づいてターゲットオーディエンスに合わせた商品を調整したり、データ駆動型アプローチを使用して顧客セグメントをより適切に記述したりできる。
ペルソナは、ユーザーエクスペリエンスデザインにおいても使用され、ユーザーペルソナとして知られている。アラン・クーパーは、彼の著書『The Inmates Are Running the Asylum』（1998年）でペルソナを紹介した。クーパーは、デザイン上の問題を解決するために、架空のキャラクターを演じた。これらのペルソナは、ユーザー調査に基づいて作成される必要があり、物語形式で記述することもできる。ペルソナの作成は、「共感的なロールプレイの活動」ではなく、ペルソナプロファイルとして知られるドキュメントの作成と同義語になっている。

## 関連ページ
- オルター・エゴ
- アヴァターラ
- Character mask
- 服飾
- 解離性同一性障害
- ドッペルゲンガー
- ファーソナ, ファーリー・ファンダムのペルソナ
- 芸名
- 土萠ほたる
- 偽名
- ペンネーム
- Rebirth/転生

## 引用
1. ↑  Marshall, P. David; Barbour, Kim (2015-04-30). “Making Intellectual Room for Persona Studies: A New Consciousness and a Shifted Perspective” (英語). Persona Studies 1 (1). doi:10.21153/ps2015vol1no1art464. hdl:10536/DRO/DU:30072974. ISSN 2205-5258.
2. ↑  "Persona", Merriam-Webster.com, Merriam-Webster, Inc., 2020.
3. ↑  Bosch, Mineke (January 2013). “Persona and the Performance of Identity Parallel Developments in the Biographical Historiography of Science and Gender, and the Related Uses of Self Narrative”. L'Homme 24 (2). doi:10.7767/lhomme.2013.24.2.11. ISSN 2194-5071.  オリジナルの2018-07-02時点におけるアーカイブ。 2023年5月1日閲覧。.
4. ↑  “Persona Studies”. ojs.deakin.edu.au. 2023年4月23日閲覧。
5. ↑  Park, Robert (1950). Race and Culture. Free Press
6. ↑  Goffman, Erving (1956). The Presentation of Self in Everyday Life. University of Edinburgh
7. ↑  Goffman, Erving (1956). The Presentation of Self in Everyday Life. University of Edinburgh. pp. 152, 160
8. ↑  Bishop, Paul (July 30, 2007). Analytical Psychology and German Classical Aesthetics: Goethe, Schiller, and Jung, Volume 1: The Development of the Personality. Taylor & Francis. pp. 157–158. ISBN 978-0-203-96088-2 2013年8月27日閲覧。
9. ↑   The Category of the person : anthropology, philosophy, history. Michael Carrithers, Steven Collins, Steven Lukes. Cambridge [Cambridgeshire]: Cambridge University Press. (1985). ISBN 0-521-25909-6. OCLC 11523564
10. ↑  “The Etruscan Phersu - phersuminiatures”. sites.google.com. 2023年5月1日閲覧。
11. ↑  “Person, n.”. Oxford English Dictionary (2023年). Template:Cite webの呼び出しエラー：引数 accessdate は必須です。
12. ↑  Mouss, Marcel (1985). Category of the Person. Cambridge University Press. pp. 14
13. ↑  Horsman, Yasco; Korsten, Frans-Willem (2016-09-01). “Introduction: Legal Bodies: Corpus/Persona/Communitas”. Law & Literature 28 (3):  277–285. doi:10.1080/1535685X.2016.1232924. ISSN 1535-685X.
14. ↑  Jung, Carl Gustav (1967). Two Essays on Analytical Psychology. Collected Works of C.G. Jung. 7. Princeton University Press. ISBN 978-0-691-09776-3
15. 1 2  Leary, Mark R. (October 19, 2011). “Personality and persona: personality processes in self presentation”. Journal of Personality 79 (6):  1191–1218. doi:10.1111/j.1467-6494.2010.00704.x. PMID 21204836.
16. 1 2  Jackson, Danielle (2017). Persona of Anime: A Depth Psychological Approach to the Persona and Individuation. ProQuest 1964903170
17. ↑  Deborah Stein and Robert Spillman, Poetry Into Song: Performance and Analysis of Lieder (Oxford University Press US, 2010), p.235. ISBN 0-19-975430-6
18. ↑  Auslander, Philip (2006). “Musical Personae”. TDR (1988-) 50 (1):  100–119. doi:10.1162/dram.2006.50.1.100. ISSN 1054-2043. JSTOR 4492661.
19. ↑  Goffman, Erving (1974). Frame analysis : an essay on the organization of experience. New York. pp. 10. ISBN 0-06-090372-4. OCLC 1175799
20. ↑  Fairchild, Charles; Marshall, P. David (2019-07-11). “Music and Persona: An Introduction” (英語). Persona Studies 5 (1):  9. doi:10.21153/psj2019vol5no1art856. hdl:10536/DRO/DU:30128841. ISSN 2205-5258.
21. ↑  Fairchild, Charles; Marshall, P. David (2019-07-11). “Music and Persona: An Introduction” (英語). Persona Studies 5 (1):  4. doi:10.21153/psj2019vol5no1art856. hdl:10536/DRO/DU:30128841. ISSN 2205-5258.
22. ↑  Deborah Stein and Robert Spillman, p.106.
23. ↑  Whiteley, Sheila; Rambarran, Shara, eds (2016). “Avatar Rockstars” (英語). The Oxford Handbook of Music and Virtuality. Oxford: Oxford University Press. pp. 171–190. doi:10.1093/oxfordhb/9780199321285.013.1. ISBN 9780199321285
24. ↑  Rambarran, Shara (2021). ““Living in a Fantasy”: Performers and Identity.”. Virtual Music: Sound, Music, and Image in the Digital Era. New York: Bloomsbury. ISBN 978-1-5013-3637-9
25. ↑  James E. Perone, The words and music of David Bowie (Greenwood Publishing Group, 2007), ppp. 39, 51, and 108. ISBN 0-275-99245-4
26. ↑  Paul Williams, Bob Dylan: performing artist 1986-1990 & beyond : mind out of time (Omnibus Press, 2004),  p.229. ISBN 1-84449-281-8
27. ↑  Bhesham R. Sharma, The death of art (University Press of America, 2006), p.14. ISBN 0-7618-3466-4
28. ↑  Chace, Zoe (2010年8月12日). “Pop Personae: Why Do Some Women Perform In Character?”. NPR.com (NPR) 2012年8月19日閲覧。
29. ↑  Jonathan, Cohen (November 26, 2008). “Beyoncé Starts 'Fierce' Atop Album Chart”. Billboard (Prometheus Global Media).  オリジナルのJanuary 26, 2010時点におけるアーカイブ。.
30. ↑  Dinh, James (2011年9月28日). “Lady Gaga Bends Gender, Minds With VMA Monologue”.   MTV. 2011年10月18日時点のオリジナルよりアーカイブ。2011年9月28日閲覧。
31. ↑  Lizzy Goodman (June 20, 2010). “Nicki Minaj, the Rapper With a Crush on Meryl Streep”. New York magazine 2010年7月22日閲覧。.
32. ↑  Dawson, Imani A.. “Nicki Minaj Gets 'Revenge' With Eminem”. Rap-Up.com.   Vibe Media Group. 2010年11月4日閲覧。
33. ↑  Barrett, Christopher (2007年11月10日). “Spice Girls: From Wannabes to World Beaters”. Music Week:  p. 13. ISSN 0265-1548 2021年2月23日閲覧。
34. ↑  White, Amelia (2020年4月2日). “Melanie C Imagines How The Spice Girls Would Fare In 2020”. Love. 2021年3月14日時点のオリジナルよりアーカイブ。2021年3月14日閲覧。
35. ↑  Kenneth Womack and Todd F. Davis, Reading the Beatles: cultural studies, literary criticism, and the Fab Four (SUNY Press, 2006), p.21. ISBN 0-7914-6715-5
36. ↑  Allan F. Moore, The Beatles, Sgt. Pepper's Lonely Hearts Club Band (Cambridge University Press, 1997), p.75. ISBN 0-521-57484-6
37. ↑  Rind, Bonnie. “The Power of the Persona”. 2009年8月15日時点のオリジナルよりアーカイブ。2009年5月5日閲覧。 “The identification and application of personas improved Development’s efficiency and quality during the first development cycle in which they were used. In addition, the use of personas significantly improved corporate cohesiveness, focus and decision making at every level.”
38. ↑  Jansen, Bernard; An, Jisun; Kwak, Haewoon; Salminen, Joni; Jung, Soon-gyo (2017). “Viewed by Too Many or Viewed Too Little: Using Information Dissemination for Audience Segmentation”. Association for Information Science and Technology Annual Meeting 2017 (ASIST2017):  189–196.
39. ↑  Alan Cooper: "The origin of personas". Cooper Journal, May 15, 2008.
40. ↑  Kim Goodwin: "Getting from research to personas: harnessing the power of data". Cooper Journal, May 15, 2008.
41. ↑  Andrew Hinton: "Personas and the Role of Design Documentation." Boxes and Arrow, February 27th, 2008.